# Physocorypha politurata
Physocorypha politurata är en insektsart som beskrevs av Karsch 1896. Physocorypha politurata ingår i släktet Physocorypha och familjen vårtbitare. Inga underarter finns listade i Catalogue of Life.